# Mitrella (plant)
Mitrella is een geslacht uit de familie Annonaceae. De soorten komen voor van Vietnam tot in Noord-Australië.

## Soorten
- Mitrella beccarii (Scheff.) Diels
- Mitrella clementis (Merr.) I.M.Turner
- Mitrella dielsii J.Sinclair
- Mitrella kentii (Blume) Miq.
- Mitrella ledermannii Diels
- Mitrella schlechteri Diels
- Mitrella silvatica Diels
- Mitrella tiwiensis Jessup & Bygrave